# アロ・コール
アロ・コール（Alo Koll, 1910年8月27日 - 1984年10月10日）は、ドイツ民主共和国（東ドイツ）の作曲家、指揮者、教師。1953年以降、多彩なリズムと洗練されたメロディのポピュラー音楽で、当時の東ドイツの民衆から大きな人気を得た。

## 経歴
ドイツ帝国アーヘン生まれ。音楽の道に進む前には、ケルン大学で文献学を学んでいた。その後、ライプツィヒ音楽院でロベルト・タイヒミュラー、ヘルマン・グラブナー、マックス・ホッホコフラー (Max Hochkofler) に師事し、ゲルト・ナツィンスキの楽団でアコーディオンを演奏した。次いで、ピアニスト、編曲家に転じた。1953年に、自身のダンス楽団を組み、ラジオやレコードのためのスタジオで活動し、また様々なところへ招かれて演奏した。コールは、指揮者としても作曲家としても知られた。彼が作曲した楽曲の多くは、自身の楽団によって録音されたが、時にはジャズの領域に踏み込むこともあり、1957年頃には、ギュンター・ヘーリッヒの楽曲「Moderne Harlekinade」を、トランペット奏者ハンス＝ギュンター・ヴェルナー (Hans-Günther Werner) とソリストとして録音した。また、作詞家ルッツ・ヤホダと組んで、多数の人気の高い楽曲を生み出した。

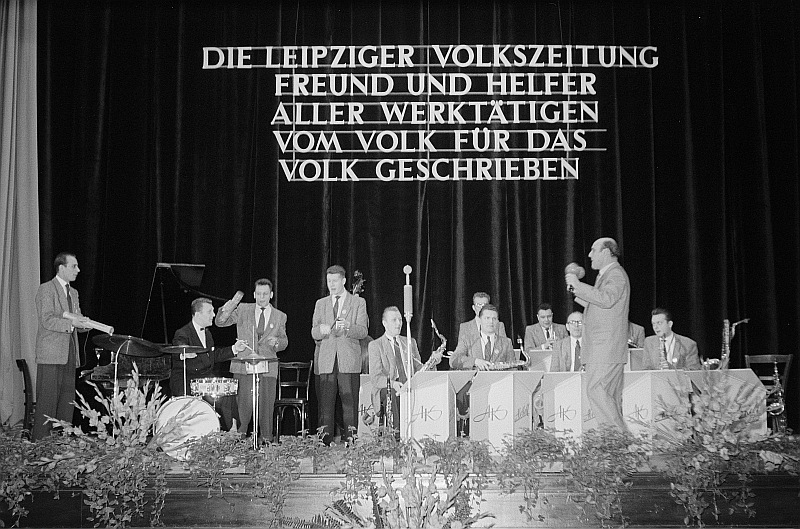
アロ・コール楽団、1954年撮影。

1955年には、コールが作曲、ヨハンネス・クレッシュマーが作詞し、クルト・ヘンケルス指揮のライプツィヒ放送ダンス楽団の演奏でブリギッテ・ラバルト (Brigitte Rabald) とフィップス・フライシャーが歌った「Ach, Fips du bist wie ein Apoll」が発表された。自身の楽団のピアニストであったヴォルフガング・ゲルハルト (Wolfgang Gerhardt) との共作では、1956年に人気の高いインストゥルメンタル曲「Promenadendixie」が書かれた。ブリギッテ・ラバルトのためには、1958年に、ヨハンネス・クレッシュマーの作詞による「Das Herz einer Frau」が書かれた。同年には、ヘルムート・キーシュリングの歌詞に曲を付けた「Ich brauche so viel Zärtlichkeit」も、ラバルトに提供された。
作詞家ヴィリー・シューラーとは、1959年に「Tränen die fallen」を作曲して共作している。コールはもっぱらポピュラー音楽の作曲家として知られたが、『Heiterer Auftakt』序曲、数曲のコンサートワルツ、『Spanischen Zigeunertanz（スペイン風ジプシー舞曲）』、ハバネラやその他の傾向の作品も書いていた。さらに、舞台音楽や映画音楽も手がけていた。
1968年から1975年にかけて、コールはフランツ・リスト・ヴァイマル音楽大学のダンス音楽・ポピュラー音楽部門の代表者を務めた。また、彼の作品に対して、ライプツィヒ市当局などが様々な芸術賞を贈った。
1982年、コールは、妻である歌手ブリギッテ・ラバルト（1934年生まれ）とともに、当時の西ドイツへ亡命し、1984年に故郷のアーヘンで没した。

## 作品
ミュージカル『Die Wette des Mister Fogg oder die musikalische Reise um die Erde zu Wasser, zu Lande - und sogar in der Luft, auf der Route des Jules Verne』 - 作詞はヘルムート・ベス (Helmut Bez) とユルゲン・デゲンハルト (Jürgen Degenhardt) - 1971年9月30日、ライプツィヒ、喜歌劇場にて初演。